# Pokrzywnica (powiat jędrzejowski)
Pokrzywnica – wieś w Polsce położona w województwie świętokrzyskim, w powiecie jędrzejowskim, w gminie Wodzisław.
W 1595 roku wieś położona w powiecie ksiąskim województwa krakowskiego była własnością starosty chęcińskiego Piotra Myszkowskiego. W latach 1975–1998 miejscowość należała administracyjnie do województwa kieleckiego.